# 스카이레일 우림삭도

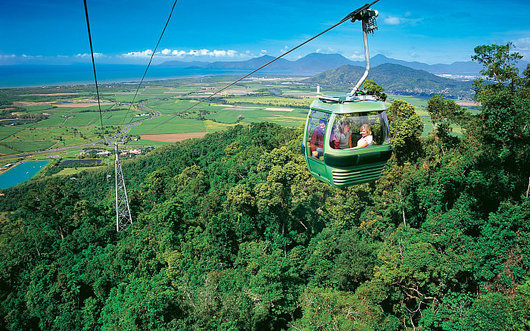

스카이레일 우림삭도(영어: Skyrail Rainforest Cableway)는 호주 케언스 북쪽의 세계자연유산 퀸즐랜드 습윤열대지역 상공을 가로지르는 길이 7.5 킬로미터의 삭도다. 퀸즐랜드 습윤열대지역은 아마존 우림보다도 오래된 지구에서 가장 오래된 열대우림이다.